# Долішнє Линево
Долішнє Ли́нево (болг. Долно Линево) — село в Монтанській області Болгарії. Входить до складу общини Лом.

## Населення
За даними перепису населення 2011 року у селі проживали 254 особи.
Національний склад населення села:
| Національність   | Кількість осіб | Відсоток |
| ---------------- | -------------- | -------- |
| болгари          | 246            | 97,2%    |
| цигани           | 6              | 2,4%     |
| не визначились   | 0              | 0%       |
| Всього відповіли | 253            |          |

Розподіл населення за віком у 2011 році:
Динаміка населення: